# Bungaku Shōjo
Book Girl (文学少女, Bungaku Shōjo, lit. Garota Literária) é uma coleção de light novels, escritas por Mizuki Nomura com ilustrações de Miho Takeoka. A série contem 16 volumes: oito cobrem a série original, quatro coleções de contos e três de uma história a parte. As light novels foram publicadas entre abril de 2006 e abril de 2011 pela editora Enterbrain.  Quatro adaptações em mangá foram publicadas; as duas primeiras nas revistas Gangan Powered e Gangan Joker, ambas da Square Enix, e as outras duas nas revistas da Kadokawa Shoten, Beans Ace e Monthly Asuka. Uma adaptação para filme foi produzida pela Production I.G e lançada nos cinemas japonês em 1 de maio de 2010.

## Sinopse
Bungaku Shōjo se concentra em torno de Konoha Inoue, um dos membros do clube de literatura de sua escola, detalhe: o clube só tem dois membros, assim que ele entra na escola, embora a história começa com ele já no segundo ano. O outro membro e presidente do clube é Tohko Amano, uma aluna do terceiro ano que ama a literatura. Touko é um yōkai que só pode se alimentar de histórias comendo os papéis onde elas estão escritas e Touko sempre pede Konoha que escreva histórias para ela poder fazer um lanche.